# NGC 2654
NGC 2654 (również PGC 24784 lub UGC 4605) – galaktyka spiralna z poprzeczką (SBab), znajdująca się w gwiazdozbiorze Wielkiej Niedźwiedzicy. Odkrył ją Wilhelm Tempel 18 sierpnia 1882 roku.